# علاء بلعروش
علاء بلعروش (1 يناير 2002) هو لاعب كرة قدم مغربي محترف يلعب في حراسة مرمى نادي ستراسبورغ.

## المسيرة الكروية
تدرب بلعروش في أكاديمية محمد السادس لكرة القدم بسلا. وفي عام 2020، غادر المغرب لتوقيع عقداً مع نادي ستراسبورغ الفرنسي، وفي عام 2022، وقع مع نادي بريوشين على سبيل الإعارة حتى نهاية الموسم.
في 2 فبراير 2024، شارك لأول مرة في الدوري الفرنسي مع ستراسبورغ ضد باريس سان جيرمان.

## المسيرة الدولية
هو لاعب دولي مغربي. وكان جزءًا من الفرق الفائزة ببطولة اتحاد شمال إفريقيا تحت 17 سنة 2018 وكأس الأمم الإفريقية تحت 23 سنة 2023.

## إحصائيات المهنة
آخر تحديث 19 مايو 2024.
| النادي                | الموسم          | الدوري            | الدوري | الدوري  | الكأس  | الكأس   | أخرى   | أخرى    | المجموع | المجموع |
| النادي                | الموسم          | الدوري            | الظهور | الأهداف | الظهور | الأهداف | الظهور | الأهداف | الظهور  | الأهداف |
| --------------------- | --------------- | ----------------- | ------ | ------- | ------ | ------- | ------ | ------- | ------- | ------- |
| ستراسبورغ ب           | 2020–21         | البطولة الوطنية 3 | 1      | 0       | —      | —       | —      | —       | 1       | 0       |
| ستراسبورغ ب           | 2021–22         | البطولة الوطنية 3 | 17     | 0       | —      | —       | —      | —       | 17      | 0       |
| ستراسبورغ ب           | المجموع         | المجموع           | 18     | 0       | —      | —       | —      | —       | 18      | 0       |
| نادي بريوتشين (إعارة) | 2022–23         | البطولة الوطنية   | 14     | 0       | 1      | 0       | —      | —       | 15      | 0       |
| نادي بريوتشين (إعارة) | 2022–23         | البطولة الوطنية 3 | 1      | 0       | —      | —       | —      | —       | 1       | 0       |
| نادي ستراسبورغ        | 2023–24         | الدوري الفرنسي    | 15     | 0       | 4      | 0       | —      | —       | 19      | 0       |
| المجموع الوظيفي       | المجموع الوظيفي | المجموع الوظيفي   | 48     | 0       | 5      | 0       | 0      | 0       | 53      | 0       |

## الإنجازات
المغرب تحت 17 سنة
- بطولة اتحاد شمال إفريقيا تحت 17 سنة: 2018 [9]

المغرب تحت 23 سنة
- كأس الأمم الإفريقية تحت 23 سنة: 2023[10]